# Leptodactylus flavopictus
Espèce
Synonymes
- Leptodactylus pachyderma Miranda-Ribeiro, 1926

Statut de conservation UICN

 LC  : Préoccupation mineure
Leptodactylus flavopictus est une espèce d'amphibiens de la famille des Leptodactylidae.

## Répartition
Cette espèce est endémique du Brésil. Elle se rencontre dans les forêts côtières de l'État de Santa Catarina à celui d'Espírito Santo.

## Étymologie
Le nom spécifique flavopictus vient du latin flavus, jaune, et de pictus, ponctué, en référence à l'aspect de cette espèce.

## Publication originale
- Lutz, 1926 : Observações sobre batrachios brasileiros. Parte I: O gênero Leptodactylus Fitzinger. Observations on brazilian batrachians. Part I: The genus Leptodactylus. Memórias do Instituto Oswaldo Cruz, vol. 19, no 2, p. 139-158 & 159-174 (texte intégral).